# Civilization IV: Colonization
Civilization IV: Colonization je počítačová hra, remake hry Colonization z roku 1994. Využívá enginu hry Civilization IV, obě hry jsou dílem dnes již legendárního Sida Meiera a jeho Firaxis Games. Hráč v ní ovládá osadníky vyslané jednou z tehdejších koloniálních velmocí, Anglie, Francie, Nizozemska, Španělska, za účelem dobytí a kolonizace Nového Světa v období mezi 1492–1792. Konečným cílem je vyhlášení nezávislosti na mateřské zemi a poražení jejich Královských Expedičních Sil (Royal Expeditionary Forces), vyslaných za účelem likvidace rebelie.
Windows verze byla vydána 22. září 2008. Hra nevyžaduje původní Civilizaci IV.

## Hra
K získání samostatnosti musí hráč vyjednávat s různými stranami: s domorodými Američany, s vládcem hráčovi mateřské země a s ostatními koloniemi. Může také přijmout „Otce zakladatele“, každý přinese kolonii jinou výhodu. Hráč ovlivňuje směřování své kolonie diplomacií, najímáním a vedením měst. Kolonisté přichází z Evropy nebo se rodí na Novém Světě díky vzrůstu populace.
Ekonomika a obchod přichází do hry, když hráč vyrobí/vytěží suroviny/výrobky a prodá je do Evropy, domorodcům nebo cizím koloniím. Těžbou surovin a zaměstnáním zkušeného řemeslníka může hráč vyrábět zboží. Specialisté produkují dvojnásobek toho co nezkušení kolonisté. Také výstavba dílen může zvýšit produkci.